# Meine Seel erhebt den Herren

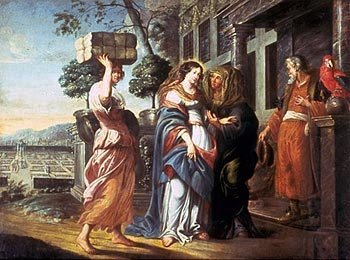
Visitation de la Vierge Marie, école de Rubens.

Meine Seel erhebt den Herren (Mon âme glorifie le Seigneur)  (BWV 10) est une cantate de Johann Sebastian Bach composée à Leipzig en 1724.

## Histoire et livret
Bach composa cette cantate, la cinquième de son cycle annuel de cantates pour chœur, à Leipzig pour la fête de Marie « Mariæ Heimsuchung », (la visitation de la Vierge Marie) et la dirigea le 2 juillet 1724,. Pour cette destination liturgique, une autre cantate a franchi le seuil de la postérité : la cantate actuellement cataloguée BWV 147 (Herz und Mund und Tat und Leben). 
Les lectures prescrites pour la fête étaient la prophétie du Messie (11: 1–5) et l'Évangile de Luc (1: 39–56). Il s'agit de la visite de Marie, future mère du Christ à sa cousine Élisabeth, avec son chant de louange, le Magnificat. À l'époque de Bach, le Magnificat allemand était régulièrement chanté à Leipzig aux Vêpres dans une disposition à quatre parties (4 voix) sur le neuvième ton de psaume (le ton pérégrin, en latin tonus peregrinus), le tout effectué par le compositeur Johann Hermann Schein. À la différence des autres cantates chorales du cycle, la base du texte et de la musique n'est pas un choral luthérien mais le Magnificat allemand. Le texte est également issu de la doxologie finale Gloria Patri etc, qui est traditionnellement ajoutée aux psaumes et aux cantiques lors des Vêpres. Le poète inconnu a gardé quelques versets inchangés, les versets 46–48 pour le premier épisode, le 54 pour le cinquième épisode et la doxologie pour le septième épisode. Il a paraphrasé le verset 49 dans le deuxième épisode, les 50–51 pour le troisième, les 52–53 pour le quatrième et le 55 pour le sixième, élargi par une référence à la naissance du Sauveur.
Bach avait composé un  Magnificat en latin l'année précédente et l'avait dirigé aux vêpres de Noël de 1723. Il dirigea la cantate au moins une fois encore dans les années 1740.

## Structure et instrumentation
La cantate est écrite pour quatre solistes, (soprano, alto, ténor, basse), un chœur à quatre voix, trompette, deux hautbois, deux violons, alto et basse continue. La trompette n'est utilisée que pour mettre en valeur le cantus firmus et il s'agissait peut-être d'un tromba da tirarsi, une trompette à coulisse.
1. chœur : Meine Seel erhebt den Herren (Luc 1 : 46-48)
2. aria (soprano) : Herr, der du stark und mächtig bist
3. récitatif (ténor) : Des Höchsten Güt und Treu
4. aria (basse) : Gewaltige stößt Gott vom Stuhl
5. duo (et choral) (alto, ténor] : Er denket der Barmherzigkeit (Luc 1 : 54)
6. récitatif (ténor) : Was Gott den Vätern alter Zeiten
7. choral : Lob und Preis sei Gott dem Vater und dem Sohn

## Musique
Bach commence le chœur d'ouverture avec une introduction instrumentale indépendante du ton de psaume, un trio des violons et du continuo, les violons étant doublés par les hautbois et l'alto complétant l'harmonie. Le principal motif de la fantaisie chorale, indiqué « vivace », est joyeux et disposé en « propulsion rythmique » ascendante,. Le chœur intervient après douze mesures, avec le cantus firmus de la soprano doublé par une trompette alors que les voix basses ajoutent une polyphonie libre sur des motifs de l'introduction. Bach traite le deuxième verset de la même façon mais attribue le cantus firmus à l'alto car le texte, « Denn er hat seine elende Magd angesehen » parle de « l'humble servante ». Le mouvement se termine par une disposition vocale sans cantus firmus inséré dans la musique de l'introduction, encadrant ainsi le mouvement.
L'aria de la soprano est un concerto pour la voix et les hautbois accompagné des cordes. Le récitatif qui suit se termine sur un arioso menant à l'aria pour basse accompagné du seul continuo. Dans le cinquième mouvement le texte revient au magnificat allemand originel et la musique au ton de psaume joué par les hautbois et les trompettes en tant que cantus firmus, tandis que l'alto et le ténor chantent en imitation. Bach transcrivit plus tard pour orgue ce mouvement dans les Chorals Schübler, BWV 648. Le récitatif qui se réfère à la promesse de Dieu commence secco. En débutant par les mots « Sein Same mußte sich so sehr wie Sand am Meer und Stern am Firmament ausbreiten, der Heiland ward geboren » (sa semence doit être dispersée aussi généreusement que le sable sur la rive et comme les étoiles au firmament, le Seigneur était né), les cordes soulignent l'importance de la promesse tenue.Dans le mouvement final, les deux versets de la doxologie sont disposés en tons de psaumes pour quatre voix, avec tous les instruments jouant colla parte.

## Source
- (en) Cet article est partiellement ou en totalité issu de l’article de Wikipédia en anglais intitulé « Meine Seel erhebt den Herren, BWV 10 » (voir la liste des auteurs).